# Hornádská kotlina
Hornádská kotlina (slovensky Hornádska kotlina) je geomorfologický celek Fatransko-tatranské oblasti v centrální části východního Slovenska. Z jihu ji obklopují Volovské vrchy a Spišsko-gemerský kras, ze západu Nízké Tatry a Kozí hřbety, ze severozápadu Podtatranská kotlina, ze severu Levočské vrchy a z východu Branisko a Černá hora.
Hornádska kotlina se dělí na čtyři podcelky:
- Vikartovská priekopa,
- Hornádské podolie,
- Medvědí hřbety a
- Podhradská kotlina.

Západní a jižní částí kotliny protéká řeka Hornád, která zde přibírá levostranné přítoky Levočský potok a Margecanku. Na tektonické zlomy se vážou vývěry minerálních vod. Kotlina je významná největším výskytem travertinu na Slovensku. V okolí města Spišské Podhradí se postupně vytvořilo sedm travertinových vrchů: Dreveník, Sivá brada, Sobotisko, Pažica, Spišský hrad, Ostrá hora a Kamenec. 
Nejvyšším bodem území je vrch Kačelák (677,3 m). 
Kotlina je jádrem historické oblasti Spiše. Hlavní historická města oblasti jsou Spišská Nová Ves, Levoča, Spišské Podhradí a Spišské Vlachy.